# 대한민국 대 카타르 (2019년 AFC 아시안컵)
대한민국 대 카타르 또는 아부다비 참사는 2019년 1월 25일 아랍에미리트 아부다비의 자예드 스포츠 시티 스타디움에서 열린 2019년 AFC 아시안컵 8강 경기였다.
손흥민은 토트넘에서의 바쁜 일정을 마치고 대표팀에 합류했고, 축구 전문가들은 손흥민을 쉬게 해야 한다고 강조했지만 감독 파울루 벤투는 88분 동안 손흥민을 중국과의 경기에 뛰게 했다. 중국전은 2:0으로 이겼으나 다음 경기인 바레인 경기에서는 연장전을 걸쳐 2:1로 8강에 진출했다. 하지만 벤투 감독은 선수 체력에 대한 안배 부족, 기용에 대한 고집, 유연하지 못한 전술 등으로 아쉬운 모습을 보여줬다. 2022년 FIFA 월드컵 개최를 앞 둔 카타르는 축구에 대한 많은 투자를 했고 카타르 축구 국가대표팀에 대해서도 귀화 선수들을 활용했다. 득점력, 수비에서 좋은 평가를 받은 카타르는 3전 3승 10골 0실점으로 가장 좋은 성적을 내고 있었다.
경기 전 카타르 대표팀의 알무이즈 알리의 국적에 대한 논란이 있었는데, 그는 수단에서 태어났고 그의 부모도 수단 태생이었기 때문에 FIFA에서 정한 국가대표에 선출될 수 있도록 하는 네 가지 기준 중 한 가지도 만족할 수 없다는 논란이었다. 대한민국 축구 국가대표팀은 카타르 축구 국가대표팀이 알무이즈 알리에 대한 대한민국의 문제제기를 무시할 것이라는 이유로 그의 국적에 대한 공식적인 항의를 하지 않기로 했다. 문제제기를 하더라도 이와 같은 논란에 대한 오스트레일리아의 칼럼니스트 스콧 맥킨타이어의 주장을 근거로 사용하지 않을 것이라는 의견을 밝혔다.